# قلچ‌خان‌کندی
قلچ‌خان‌کندی یکی از روستاهای استان آذربایجان شرقی است که در دهستان چاراویماق جنوب شرقی بخش شادیان شهرستان چاراویماق واقع شده‌است.این روستا ۴۸۳ نفر جمعیت دارد.